# Essam Sharaf
Essam Sharaf, född 1952 är en egyptisk politiker som var Egyptens premiärminister mellan den 3 mars 2011 och den 7 december 2011. Han är utbildad civilingenjör vid Kairos universitet. Under perioden 2004 till 2005 var han transportminister i Ahmad Nazifs regering. 
Den 3 mars 2011 tillfrågades han av De väpnade styrkornas högsta råd om han ville leda regeringen under övergångsperioden. Efter att protesterna återupptagits i november 2011 lämnade han den 21 november 2011 in sin och sin regerings avskedsansökan till militärrådet.

## Biografi
Sharaf föddes i staden Giza 1952. Han utbildade sig först vid Cairo University och fortsatte sedan sin utbildning vid Purdue University där han slutligen tog sin civilingenjörexamen.